# Malacoptila rufa
Malacoptila rufa là một loài chim trong họ Bucconidae.